# Flora Chilena
Flora Chilena (abreviado Fl. Chil.) fue un libro con descripciones botánicas que fue editado por el botánico y naturalista francés que realizó los primeros estudios amplios de la flora, fauna, geología y geografía chilenas, Claudio Gay. Fue publicado en 8 volúmenes en los años 1845-1854, con el nombre de Historia Física y Política de Chile ... Botánica [Flora Chilena].